# Kussenkapiteel

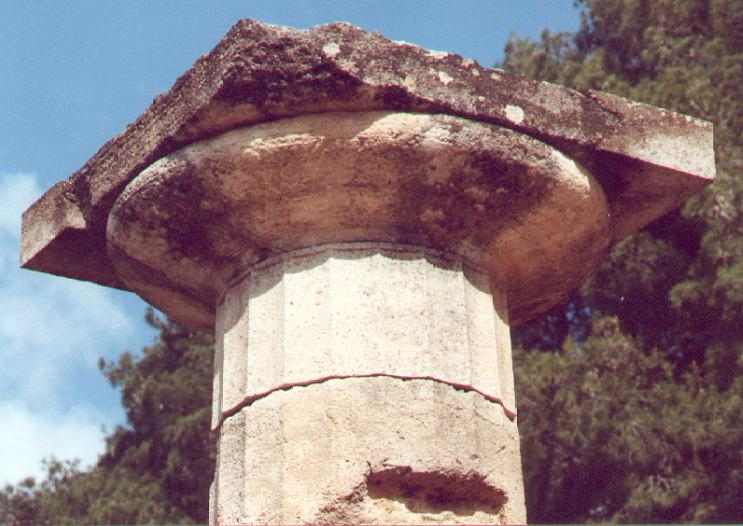
Dorisch kapiteel van de Hera-tempel in Olympia

Het kussenkapiteel is een type kapiteel dat bestaat uit een rond 'kussen', de echinus, en een vierkante dekplaat, de abacus. Dit type kapiteel is een kenmerkend onderdeel van zuilen van de Dorische orde in de Oud-Griekse architectuur.
Het korfkapiteel is een vorm van het kussenkapiteel.